# تام تیکور
تام تیکور (به آلمانی: Tom Tykwer) (زاده ۲۳ مه ۱۹۶۵ در ووپرتال، آلمان) کارگردان آلمانی است.

## زندگی و حرفه
او که از دوران کودکی علاقه شدیدی به سینما داشت، اولین فیلم کوتاه خود را در ۱۱ سالگی، با استفاده از فیلم سوپر هشت میلی‌متری ساخت و به ساخت فیلم‌های کوتاه و بلند پرداخت تا در سال ۱۹۹۷ فیلم بدو لولا بدو را ساخت. فیلم بر اساس فیلمنامه‌ای از خودش ساخته شد که باعث شهرت جهانی او شد.
او «پرنسس و سلحشور» را در سال ۲۰۰۰ ساخت که مورد توجه منتقدین و مخاطبین عام قرار گرفت. فیلم‌های بعدی او «بهشت» بر اساس فیلمنامه‌ای از کریستف کیشلوفسکی، «حقیقی» اپیزودی در فیلم «پاریس دوستت دارم» در سال ۲۰۰۴ و «عطر:قصه یک آدمکش» در سال ۲۰۰۶، هستند.

## فیلم‌شناسی
فیلم‌های کوتاه
- حقیقی ۲۰۰۴ اپیزودی از فیلم پاریس، دوستت دارم
- ۶۰ ثانیه تنهایی در سال صفر ۲۰۱۱

فیلمها
- بدو لولا بدو ۱۹۹۸
- پرنسس و سلحشور ۲۰۰۰
- بهشت ۲۰۰۲
- عطر: قصه یک آدمکش ۲۰۰۶
- بین‌المللی ۲۰۰۹
- اطلس ابر ۲۰۱۲
- هلوگرامی برای پادشاه ۲۰۱۶

## جوایز
- جایزه طلایی جشنواره فیلم‌های کوتاه آلمان ۲۰۰۴ برای فیلم «حقیقی»